# 淡島神社 (北九州市)
淡島神社（あわしまじんじゃ）は、福岡県北九州市門司区にある神社である。安産・子授け・良縁・厄除・万病平癒祈願や2月8日の針祭り（針供養）等が有名である。

## 祭神
少名比古那神を祭神とする。少名比古那神は医薬や裁縫に関係する神として知られている。

## 由緒
社伝によると、当社は平安時代後期の六条天皇の時代（1165年～1168年）に紀伊国の式内社である淡嶋神社から勧請されて創建されたと伝えられている。旧境内地には樹齢八百年と推定される大槭（1957年8月5日県天然記念物指定）が存在し、古い歴史を物語っていたが、1958年開通の北九州道路にかかり、現在地に遷座した。1984年に社殿の全面改築・境内の整備等を行い今日に至っている。

## おなで石

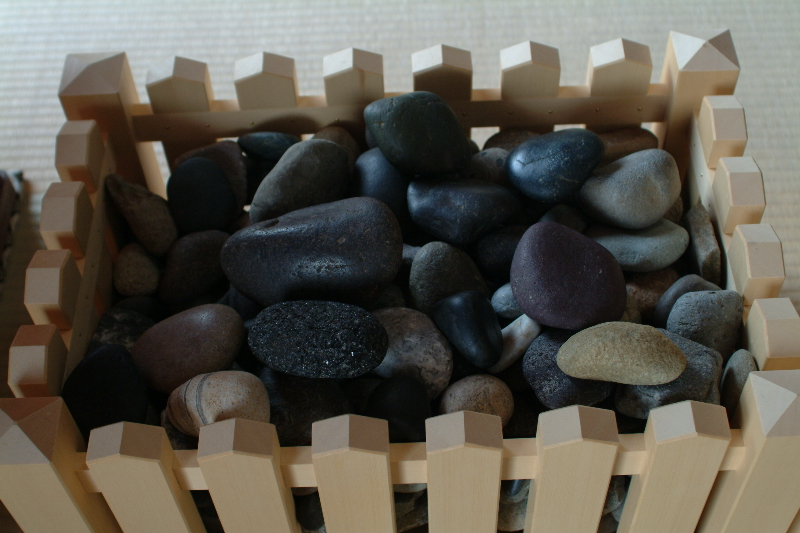
おなで石

淡島神社に古くから伝わるもので、「この石で悪いところをなでると、たちまち良くなる。また、安産・子宝を願いお腹をなでると、元気な子を授かる。」等の信仰がある。

## 針供養

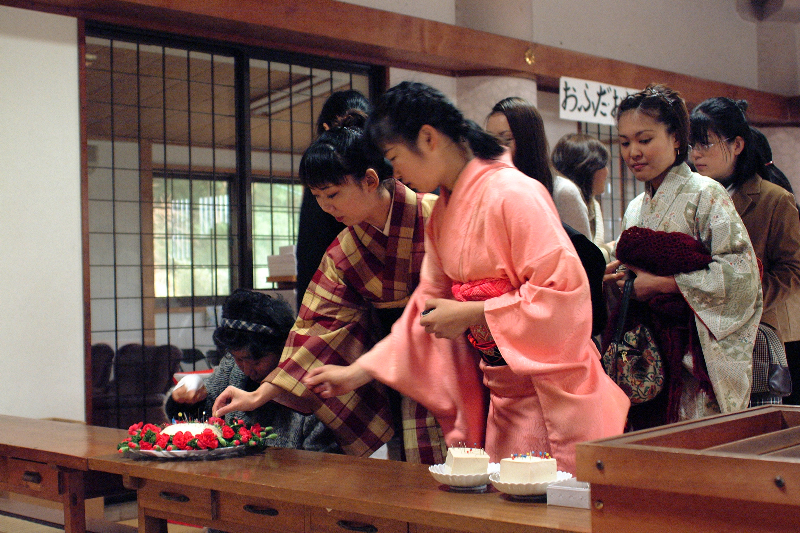
針供養祭の様子

淡島神社は針供養の神社として有名である。毎年2月8日に針供養祭を執り行っている。

## 祈願祭
安産・子授け・良縁・厄除・万病平癒等を願い、大勢の参拝者が訪れる。殊に婦人病をはじめ、女性の下の病等を平癒する神としても有名である。

## ペトログラフ

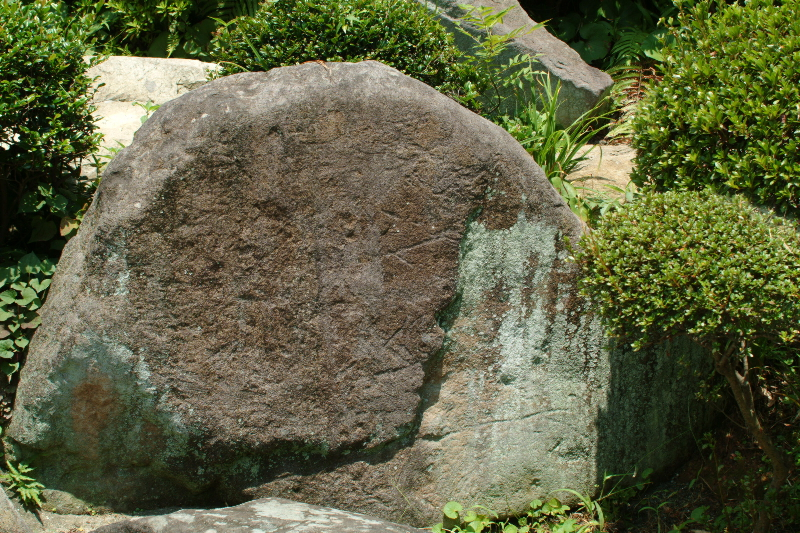
境内で発見されたペトログラフ

淡島神社のペトログラフ（古代岩刻文字）は昭和63年（1988年）9月6日の正午、参道の岩垣から発見された。ペトログラフは古代オリエント以降、環太平洋のポリネシア諸島、日本列島、イースター島、ニュージーランドにも分布しており、古代海洋部族が祭祀場に記した「神への祈り」の言葉とされ、世界的に研究されている。

## 主な年中神事
- 1月13日 どんど焼き
- 2月3日 節分星祭り
- 2月8日 針祭り（針供養祭）
- 3月23日 水蛭子社祭
- 4月3日 高徳稲荷社春季大祭
- 4月13日 春季大祭
- 7月13日 七夕祭
- 8月3日 夏越祭
- 9月13日 秋季大祭
- 10月13日 高徳稲荷社秋季大祭
- 10月中旬～12月中旬 七五三祭
- 毎月3日、13日、23日 月例祭

## 交通
- 自動車（高速道路利用）
  - 下関・山口方面からの場合：九州自動車道・門司ICで降り10分
  - 福岡方面からの場合（1）：九州自動車道・新門司ICで降り10分
  - 福岡方面からの場合（2）：北九州高速道路・大里出入口で降り5分
- 公共交通機関
  - JR門司駅より西鉄バス北九州乗車、「淡島神社前」停留所下車